# Biljanovac
Biljanovac (Servisch cyrillisch Биљановац) is een plaats in de Servische gemeente  Raška. De plaats telt 587 inwoners (2002).